# Pero blackmorei
Pero blackmorei är en fjärilsart som beskrevs av Samuel E. Cassino och Louis W. Swett 1922. Pero blackmorei ingår i släktet Pero och familjen mätare. Inga underarter finns listade i Catalogue of Life.